# Azay-sur-Cher
Pour les articles homonymes, voir Azay et Cher.
Azay-sur-Cher est une commune française du département d'Indre-et-Loire, en région Centre-Val de Loire.

## Géographie

### Localisation et paysages
C'est un village au cœur de la Touraine, situé sur le Cher, à 16 km au sud-est de Tours. Il n'est pas très éloigné de Chenonceaux et d'Amboise.
| Montlouis-sur-Loire |               | Saint-Martin-le-Beau |
| Véretz              | Azay-sur-Cher | Athée-sur-Cher       |
| Esvres              | Truyes        |                      |

### Hydrographie

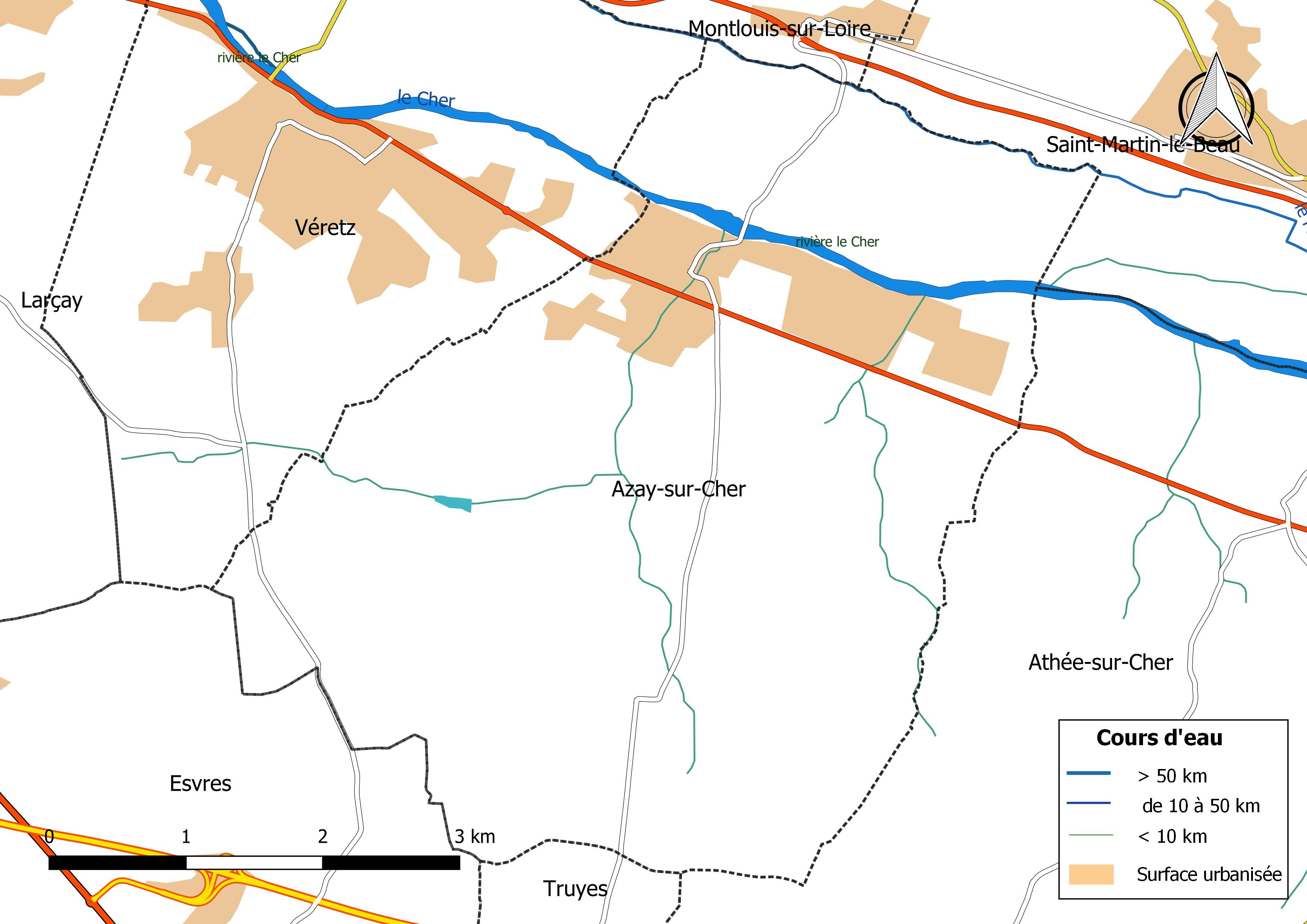
Réseau hydrographique d'Azay-sur-Cher.

La commune est traversée d'est en ouest par le Cher (2,975 km) dans la partie nord de son territoire. Le réseau hydrographique communal, d'une longueur totale de 16,43 km, comprend un autre cours d'eau notable, le Filet (2,769 km), et cinq petits cours d'eau pour certains temporaires,.
Le Cher, d'une longueur totale de 365,5 km, prend sa source à 714 mètres d'altitude à Mérinchal, dans la Creuse et se jette dans la Loire à Villandry, à 40 m d'altitude, après avoir traversé 117 communes. Le Cher présente des fluctuations saisonnières de débit assez marquées. Sur le plan de la prévision des crues, la commune est située dans le tronçon du Cher tourangeau, dont la station hydrométrique de référence la plus proche est située à  Tours [Pont Saint Sauveur]. Le débit mensuel moyen (calculé sur 53 ans pour cette station) varie de 25,8 m3/s au mois d'août  à 192 m3/s au mois de février. Le débit instantané maximal observé sur cette station est de 1 000 m3/s le 24 mars 1988, la hauteur maximale relevée a été de 4,96 m le 5 juin 2016,.
Ce cours d'eau est classé dans les listes 1 et 2 au titre de l'article L. 214-17 du code de l'environnement sur le Bassin Loire-Bretagne. Au titre de la liste 1, aucune autorisation ou concession ne peut être accordée pour la construction de nouveaux ouvrages s'ils constituent un obstacle à la continuité écologique et le renouvellement de la concession ou de l'autorisation des ouvrages existants est subordonné à des prescriptions permettant de maintenir le très bon état écologique des eaux. Au titre de la liste 2, tout ouvrage doit être géré, entretenu et équipé selon des règles définies par l'autorité administrative, en concertation avec le propriétaire ou, à défaut, l'exploitant,. 
Sur le plan piscicole, le Cher est classé en deuxième catégorie piscicole. Le groupe biologique dominant est constitué essentiellement de poissons blancs (cyprinidés) et de carnassiers (brochet, sandre et perche).
Le Filet, d'une longueur totale de 19,6 km, prend sa source dans la commune de Dierre et se jette dans le Cher à Tours, après avoir traversé 10 communes. 
Ce cours d'eau est classé dans la liste 1 au titre de l'article L. 214-17 du code de l'environnement sur le Bassin Loire-Bretagne. Du fait de ce classement, aucune autorisation ou concession ne peut être accordée pour la construction de nouveaux ouvrages s'ils constituent un obstacle à la continuité écologique et le renouvellement de la concession ou de l'autorisation des ouvrages existants est subordonné à des prescriptions permettant de maintenir le très bon état écologique des eaux. 
Sur le plan piscicole, le Filet est également classé en deuxième catégorie piscicole.
Deux zones humides ont été répertoriées sur la commune par la direction départementale des territoires (DDT) et le conseil départemental d'Indre-et-Loire : « la Varenne » et « la vallée du Ruisseau du Filet »,.

### Climat
Pour des articles plus généraux, voir Climat du Centre-Val de Loire et Climat d'Indre-et-Loire.
En 2010, le climat de la commune est de type climat océanique altéré, selon une étude du CNRS s'appuyant sur une série de données couvrant la période 1971-2000. En 2020, Météo-France publie une typologie des climats de la France métropolitaine dans laquelle la commune est toujours exposée à un climat océanique altéré et est dans la région climatique Moyenne vallée de la Loire, caractérisée par une bonne insolation (1 850 h/an) et un été peu pluvieux.
Pour la période 1971-2000, la température annuelle moyenne est de 11,2 °C, avec une amplitude thermique annuelle de 14,7 °C. Le cumul annuel moyen de précipitations est de 654 mm, avec 10,9 jours de précipitations en janvier et 6,7 jours en juillet. Pour la période 1991-2020, la température moyenne annuelle observée sur la station météorologique de Météo-France la plus proche, « Amboise - Lycée », sur la commune d'Amboise à 12 km à vol d'oiseau, est de 12,2 °C et le cumul annuel moyen de précipitations est de 711,0 mm,. Pour l'avenir, les paramètres climatiques de la commune estimés pour 2050 selon différents scénarios d'émission de gaz à effet de serre sont consultables sur un site dédié publié par Météo-France en novembre 2022.

## Urbanisme

### Typologie
Au 1er janvier 2024, Azay-sur-Cher est catégorisée petite ville, selon la nouvelle grille communale de densité à sept niveaux définie par l'Insee en 2022.
Elle appartient à l'unité urbaine de Véretz, une agglomération intra-départementale regroupant deux  communes, dont elle est une commune de la banlieue,,. Par ailleurs la commune fait partie de l'aire d'attraction de Tours, dont elle est une commune de la couronne,. Cette aire, qui regroupe 162 communes, est catégorisée dans les aires de 200 000 à moins de 700 000 habitants,.

### Occupation des sols
L'occupation des sols de la commune, telle qu'elle ressort de la base de données européenne d’occupation biophysique des sols Corine Land Cover (CLC), est marquée par l'importance des territoires agricoles (76,9 % en 2018), en diminution par rapport à 1990 (79 %). La répartition détaillée en 2018 est la suivante : 
terres arables (58,2 %), forêts (11,7 %), prairies (11 %), zones agricoles hétérogènes (7,7 %), zones urbanisées (5,6 %), espaces verts artificialisés, non agricoles (4 %), eaux continentales (1,8 %). L'évolution de l’occupation des sols de la commune et de ses infrastructures peut être observée sur les différentes représentations cartographiques du territoire : la carte de Cassini (XVIIIe siècle), la carte d'état-major (1820-1866) et les cartes ou photos aériennes de l'IGN pour la période actuelle (1950 à aujourd'hui).

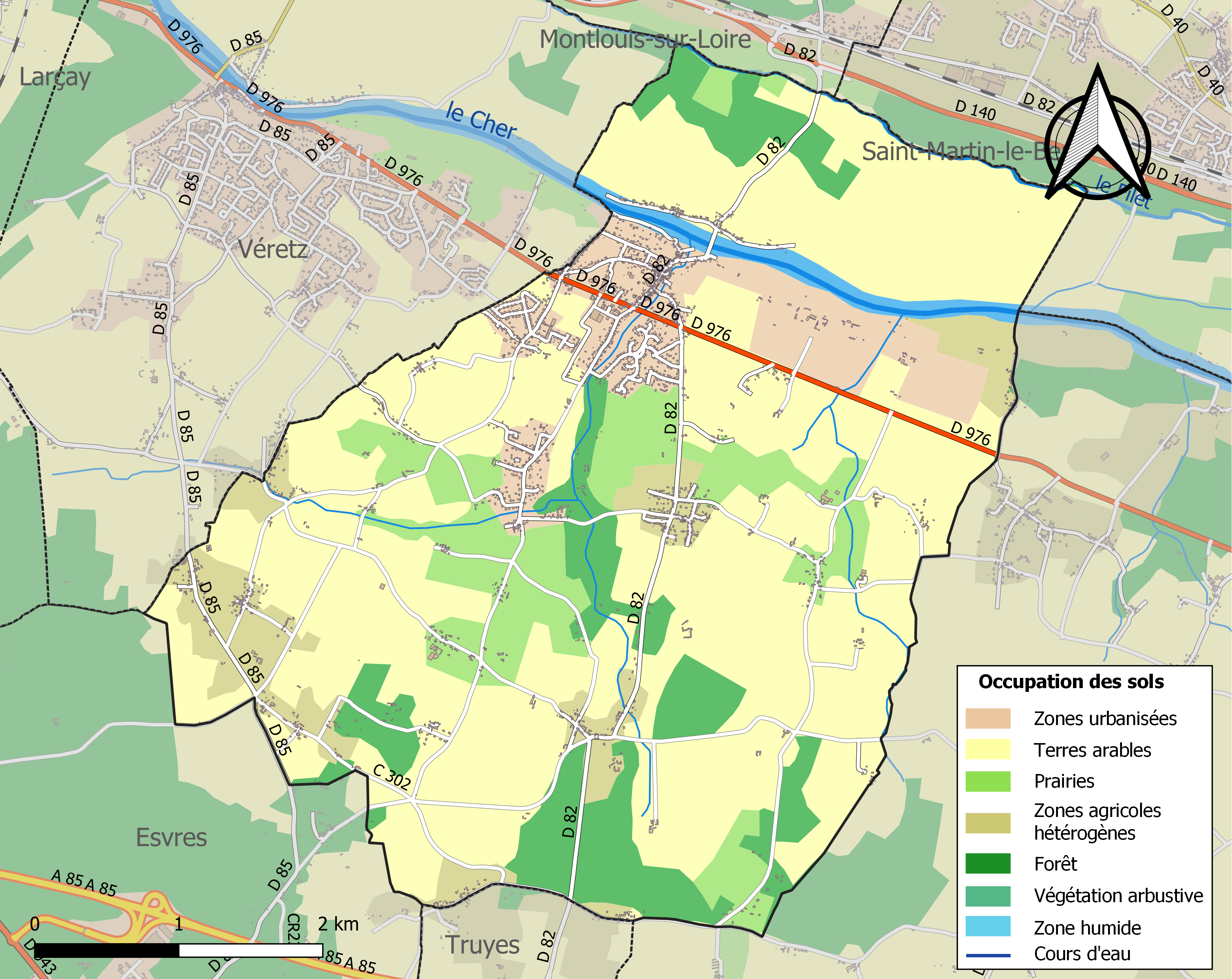
Carte des infrastructures et de l'occupation des sols de la commune en 2018 (CLC).

### Risques majeurs
Le territoire de la commune d'Azay-sur-Cher est vulnérable à différents aléas naturels : météorologiques (tempête, orage, neige, grand froid, canicule ou sécheresse), inondations, feux de forêts et séisme (sismicité faible). Un site publié par le BRGM permet d'évaluer simplement et rapidement les risques d'un bien localisé soit par son adresse soit par le numéro de sa parcelle.
Certaines parties du territoire communal sont susceptibles d’être affectées par le risque d’inondation par débordement de cours d'eau, notamment le Cher et le Filet. La commune a été reconnue en état de catastrophe naturelle au titre des dommages causés par les inondations et coulées de boue survenues en 1982, 1999 et 2016,.
Pour anticiper une remontée des risques de feux de forêt et de végétation vers le nord de la France en lien avec le dérèglement climatique, les services de l’État en région Centre-Val de Loire (DREAL, DRAAF, DDT) avec les SDIS ont réalisé en 2021 un atlas régional du risque de feux de forêt, permettant d’améliorer la connaissance sur les massifs les plus exposés. La commune, étant pour partie dans le massif de Montbazon-Largay, est classée au niveau de risque 3, sur une échelle qui en comporte quatre (1 étant le niveau maximal).

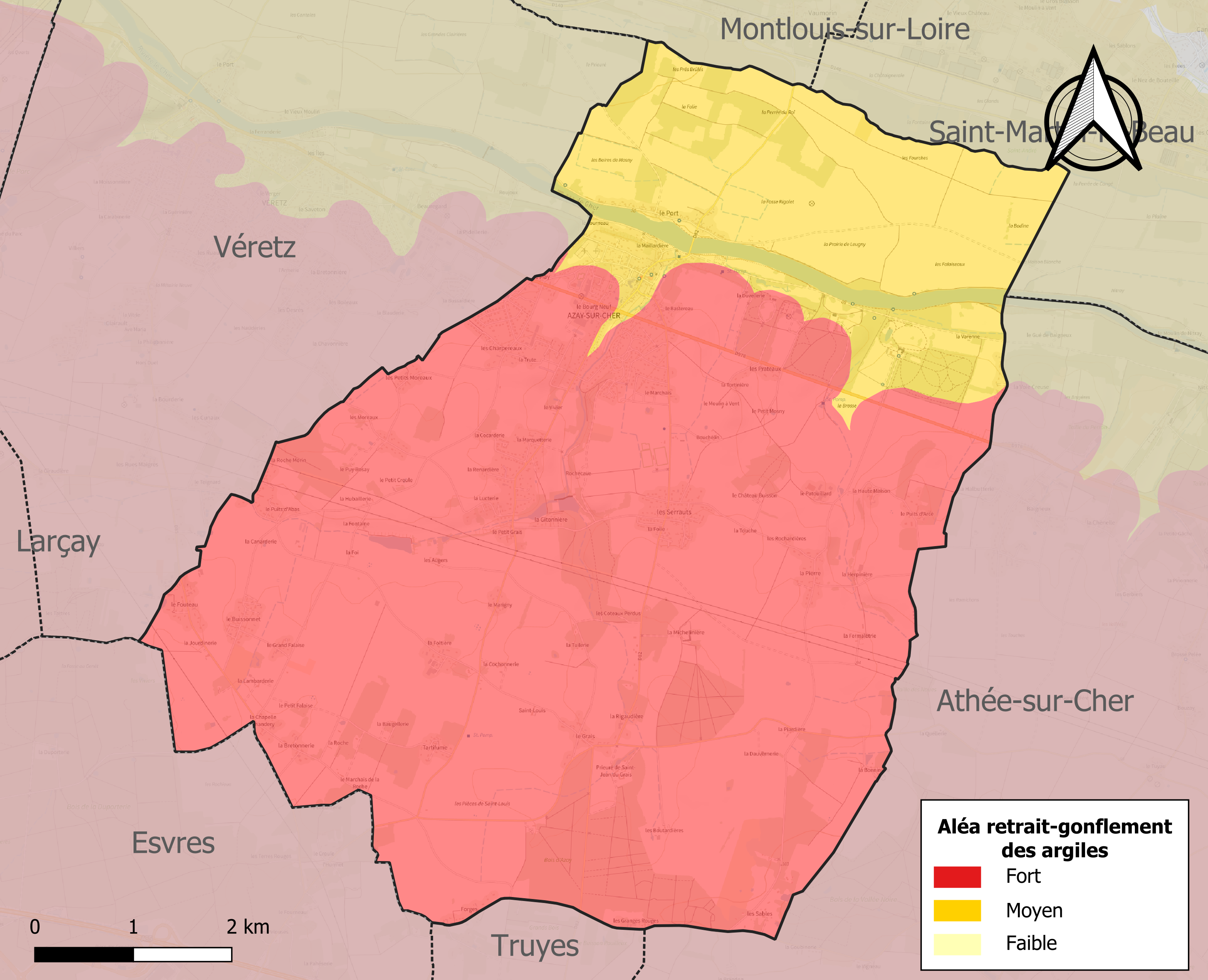
Carte des zones d'aléa retrait-gonflement des sols argileux d'Azay-sur-Cher.

Le retrait-gonflement des sols argileux est susceptible d'engendrer des dommages importants aux bâtiments en cas d’alternance de périodes de sécheresse et de pluie. La totalité de la commune est en aléa moyen ou fort (90,2 % au niveau départemental et 48,5 % au niveau national). Sur les 1 392 bâtiments dénombrés sur la commune en 2019, 1392 sont en aléa moyen ou fort, soit 100 %, à comparer aux 91 % au niveau départemental et 54 % au niveau national. Une cartographie de l'exposition du territoire national au retrait gonflement des sols argileux est disponible sur le site du BRGM,.
Concernant les mouvements de terrains, la commune a été reconnue en état de catastrophe naturelle au titre des dommages causés par la sécheresse en 1990, 1992, 1996, 2005, 2011 et 2019 et par des mouvements de terrain en 1999.

## Enseignement
Azay-sur-Cher est situé dans l'Académie Orléans-Tours (Zone B) et dans la circonscription Saint Pierre des Corps. La commune accueille les élèves dans l'école maternelle publique Charles Perrault et dans l'école élémentaire Maurice Genevoix.

## Démographie
L'évolution du nombre d'habitants est connue à travers les recensements de la population effectués dans la commune depuis 1793. Pour les communes de moins de 10 000 habitants, une enquête de recensement portant sur toute la population est réalisée tous les cinq ans, les populations de référence des années intermédiaires étant quant à elles estimées par interpolation ou extrapolation. Pour la commune, le premier recensement exhaustif entrant dans le cadre du nouveau dispositif a été réalisé en 2004.

En 2022, la commune comptait 3 127 habitants, en évolution de +1,76 % par rapport à 2016 (Indre-et-Loire : +1,67 %, France hors Mayotte : +2,11 %).
| 1793  | 1800  | 1806  | 1821  | 1831  | 1836  | 1841  | 1846  | 1851  |
| ----- | ----- | ----- | ----- | ----- | ----- | ----- | ----- | ----- |
| 1 314 | 1 153 | 1 201 | 1 209 | 1 355 | 1 296 | 1 262 | 1 223 | 1 289 |

| 1856  | 1861  | 1866  | 1872  | 1876  | 1881  | 1886  | 1891  | 1896  |
| ----- | ----- | ----- | ----- | ----- | ----- | ----- | ----- | ----- |
| 1 301 | 1 307 | 1 317 | 1 250 | 1 260 | 1 324 | 1 331 | 1 206 | 1 107 |

| 1901  | 1906  | 1911  | 1921  | 1926  | 1931  | 1936  | 1946  | 1954  |
| ----- | ----- | ----- | ----- | ----- | ----- | ----- | ----- | ----- |
| 1 114 | 1 125 | 1 111 | 1 089 | 1 116 | 1 052 | 1 077 | 1 131 | 1 144 |

| 1962  | 1968  | 1975  | 1982  | 1990  | 1999  | 2004  | 2006  | 2009  |
| ----- | ----- | ----- | ----- | ----- | ----- | ----- | ----- | ----- |
| 1 150 | 1 194 | 1 375 | 1 830 | 2 408 | 2 704 | 2 840 | 2 878 | 2 989 |

| 2014  | 2019  | 2022  | - | - | - | - | - | - |
| ----- | ----- | ----- | - | - | - | - | - | - |
| 3 051 | 3 099 | 3 127 | - | - | - | - | - | - |

## Politique et administration

### Tendances politiques et résultats
| Scrutin             | Scrutin             | 1er tour | 1er tour | 1er tour | 1er tour | 1er tour  | 1er tour | 1er tour | 1er tour | 1er tour | 1er tour | 1er tour | 1er tour | 2d tour | 2d tour | 2d tour | 2d tour | 2d tour | 2d tour |
| Scrutin             | Scrutin             | 1er      | 1er      | %        | 2e       | 2e        | %        | 3e       | 3e       | %        | 4e       | 4e       | %        | 1er     | 1er     | %       | 2e      | 2e      | %       |
| ------------------- | ------------------- | -------- | -------- | -------- | -------- | --------- | -------- | -------- | -------- | -------- | -------- | -------- | -------- | ------- | ------- | ------- | ------- | ------- | ------- |
| Présidentielle 2017 | Présidentielle 2017 |          | EM       | 24,86    |          | LR        | 20,34    |          | LFI      | 19,68    |          | FN       | 18,96    |         | EM      | 68,14   |         | FN      | 31,86   |
| Présidentielle 2022 | Présidentielle 2022 |          | LREM     | 29,37    |          | RN        | 23,10    |          | LFI      | 19,58    |          | REC      | 7,64     |         | LREM    | 58,52   |         | RN      | 41,48   |
| Législatives 2022   | 2e                  |          | RE-Ens   | 28,94    |          | LFI-Nupes | 28,06    |          | RN       | 22,89    |          | LR       | 6,92     |         | RE      | 54,64   |         | LFI     | 45,36   |
| Législatives 2024   | 2e                  |          | RN       | 34,82    |          | RE-Ens    | 30,20    |          | LFI-NFP  | 25,28    |          | LR       | 6,92     |         | RE      | 60,56   |         | RN      | 39,44   |

### Politique environnementale
Dans son palmarès 2016, le Conseil National des Villes et Villages Fleuris de France a attribué une fleur à la commune au Concours des villes et villages fleuris.

## Culture locale et patrimoine

### Lieux et monuments
- Église Sainte-Marie-Madeleine d'Azay-sur-Cher
- Prieuré de Saint-Jean-du-Grais, monument cistercien.
- Château d'Azay-sur-Cher
- Château de Leugny, attribué à l'architecte André Portier[43].
- Château du Coteau.
- Château de Beauvais.
- Château de la Michelinière.
- Château de la Gitonnière.

### Personnalités liées à la commune
- Frédéric Chopin (1810-1849) passe l'été 1833 au château du Coteau, chez des amis d'Auguste Franchomme (le 3 septembre, les deux musiciens donnent un concert à Tours[44]).
- René Navarre (1877-1968), acteur décédé à Azay-sur-Cher et enterré au cimetière de La Salle à Tours[45].
- Jacques Revaux (né en 1940), compositeur, chanteur.
- Gaston Monmousseau (1883-1960) syndicaliste, secrétaire général de la C.G.T.U, écrivain (La Musette de Jean Brécot natif de Touraine, Indre et Loire chef-lieu Tours selon Jean Brécot aux Éditeurs Français Réunis, Paris 1951)
- Général Charles de Gaulle  (1890-1970), en juin 1940 lors du repli du gouvernement français à Tours, Charles de Gaulle alors sous secrétaire à la défense nationale au sein du gouvernement de Paul Reynaud logea quelques jours au Château de Beauvais.

### Héraldique
| Blason d'Azay-sur-Cher | Les armes d'Azay-sur-Cher se blasonnent ainsi : Parti : au premier fascé d'argent et de gueules de huit pièces, au second d'argent à l'aigle au vol abaissé de sable, au chef d'azur chargé de trois étoiles d'or. |